# Dines Bjørner
Dines Bjørner (Odense, 4 de outubro de 1937) é um cientista da computação dinamarquês.
É especialista em pesquisas sobre engenharia do domínio, engenharia de requisitos e métodos formais. Trabalhou com Cliff Jones e outros sobre o Vienna Development Method (VDM) no IBM Laboratory Vienna. Mais tarde esteve envolvido com a produção do Rigorous Approach to Industrial Software Engineering (RAISE).
Bjørner foi professor da Universidade Técnica da Dinamarca (DTU) em 1965–1969 e 1976–2007, aposentando-se em março de 2007. Foi responsável por estabelecer o Instituto Internacional para Tecnologia de Programação da Universidade das Nações Unidas, Macau, em 1992, e foi seu primeiro diretor. Sua magnum opus sobre engenharia de software (em três volumes) foi publicada em 2005/2006.
Bjørner é fellow do Instituto de Engenheiros Eletricistas e Eletrônicos (IEEE) (2004) e da Association for Computing Machinery (ACM) (2005). É também membro da Academia Europaea desde 1989.
Em 2007 foi organizado um simpósio em Macau em honra de Dines Bjørner e Zhou Chaochen.

## Livros selecionados
- Software Engineering 1: Abstraction and Modelling, Bjørner, D. Texts in Theoretical Computer Science, An EATCS Series, Springer-Verlag. ISBN 3-540-21149-7 (2005).
- Software Engineering 2: Specification of Systems and Languages, Bjørner, D. Texts in Theoretical Computer Science, An EATCS Series, Springer-Verlag. ISBN 3-540-21150-0 (2006).
- Software Engineering 3: Domains, Requirements, and Software Design, Bjørner, D. Texts in Theoretical Computer Science, An EATCS Series, Springer-Verlag. ISBN 3-540-21151-9 (2006).
- Formal Specification and Software Development, Bjørner, D. and Jones, C.B. Prentice Hall International Series in Computer Science, Prentice Hall. ISBN 0-13-329003-4 (1982).
- The Vienna Development Method: The Meta-Language, Bjørner, D. and Jones, C.B. (editors). Lecture Notes in Computer Science, Volume 61, Springer-Verlag. ISBN 3-540-08766-4 (1978).